# Medal Za Służbę w Siłach Zbrojnych Republiki Czeskiej
Medal Za Służbę w Siłach Zbrojnych Republiki Czeskiej, do 2009 Medal Sił Zbrojnych Republiki Czeskiej (cz. Medaile Za službu v ozbrojených silách České republiky, do 2009 Medaile Armády České republiky) – czeskie odznaczenie wojskowe, ustanowione dnia 16 grudnia 1996 roku rozkazem Ministra Obrony Republiki Czeskiej nr 42/1996, zreformowane w 2009. 

## Charakterystyka
Medal ten został ustanowiony dla wyróżnienia wzorowych żołnierzy zawodowych Czeskich Siły Zbrojne.
Medal podzielony jest na trzy stopnie i nagradzani nim są żołnierze, którzy wyróżnili się w służbie, przy czym medal nadawany jest w zależności od czasu trwania służby. Medal 1. stopnia za co najmniej 15 lat służby, gdzie od 2009 osoba posiadająca medal 1. stopnia od co najmniej pięciu lat, może po dwudziestu latach służby otrzymać wstążkę z okuciem "XX", 2. stopnia – 10 lat, a 3. stopnia – 5 lat. Okres służby jest liczony od dnia 1 stycznia 1993 roku tj. powstania Republiki Czeskiej, wcześniejsze okresy służby wojskowej nie są zaliczane do tej wysługi.

## Opis odznaki
Odznakę odznaczenia stanowi okrągły medal o średnicy 33 mm, wykonany ze metalu kolorowego, w zależności od stopnia jest złocony – dla I stopnia, srebrzony – dla II stopnia i brązowiony – dla stopnia III.
Na awersie znajduje się rysunek lwa z małego herbu Czech trzymającego w prawej łapie miecz wzniesiony do góry.
Na rewersie znajduje się emblemat Ministerstwa Obrony Narodowej Republiki Czeskiej, tarcza z dwoma polami w górnej części połowa lwa z herbu Republiki Czeskiej, a w dolnej dwa skrzyżowane miecze skierowane ostrzami w górę.
Medal zawieszony jest na wstążce o szer. 38 mm, koloru jasnofioletowego (do 2009 kolor jej był jasnoniebieski), po bokach w odległości 3 mm od krawędzi znajdują się paski o szer. 2 mm każdy, kolejno ciemnoniebieski, czerwony i biały. Na baretce medalu umieszczona jest owalna nakładka z cyframi rzymskimi: złocona z  'XX' lub 'XV' dla 1. stopnia, srebrzona z 'X' dla 2. stopnia i brązowiona z 'V' dla 3. stopnia.